# John D. Loudermilk
Pour les articles homonymes, voir Loudermilk (homonymie).
John Dee Loudermilk Jr. (né le 31 mars 1934 à Durham, Caroline du Nord, et mort le 21 septembre 2016 à Christiana, Tennessee) est un chanteur, guitariste et auteur-compositeur américain. Bien qu'il ait sa propre carrière d'enregistrement dans les années 1950 et 1960, il est principalement connu comme auteur-compositeur.
Ses chansons les plus célèbres comptent Indian Reservation (en), un hit de 1968 pour le chanteur britannique Don Fardon (en) et un hit américain no 1 en 1971 pour Paul Revere & the Raiders, Ebony Eyes (en), no 1 au Royaume-Uni en 1961 et no 8 aux États-Unis pour The Everly Brothers, Tobacco Road, un hit du Top 20 aux États-Unis et au Royaume-Uni pour The Nashville Teens en 1964, This Little Bird, un no 6 au Royaume-Uni pour Marianne Faithfull en 1965, et Then You Can Tell Me Goodbye (en), un hit du Top Ten américain en 1967 pour les Casinos (en). Cette chanson est également un hit country américain no 1 pour Eddy Arnold l'année suivante.

## Jeunesse et carrière
Loudermilk naît à Durham, en Caroline du Nord, fils de Pauline et John D. Loudermilk Sr., un charpentier analphabète,. La famille de John D. Jr. est membre d'une fanfare de l'Armée du salut. Il est également influencé par les chants religieux de l'Église chrétienne. Ses cousins Ira et Charlie Loudermilk sont connus professionnellement sous le nom de The Louvin Brothers. Loudermilk est diplômé du Campbell College (aujourd'hui Campbell University), un collège privé de Buies Creek appartenant à la Convention baptiste de Caroline du Nord.
Jeune garçon, Loudermilk apprend la guitare et, lorsqu'il est encore adolescent, écrit un poème qu'il met en musique, A Rose and a Baby Ruth. Les propriétaires de la chaîne de télévision locale WTVD, où il travaille comme graphiste, l'autorisent à jouer la chanson à l'antenne, ce qui permet au musicien country George Hamilton IV (en) de l'enregistrer en 1956. Elle passe 20 semaines dans le palmarès pop du magazine Billboard, atteignant le no 6.
Loudermilk enregistre certaines de ses propres chansons - dont Sittin' in the Balcony (en), qui a atteint la 38e place des charts pop en 1957 - sous le nom de Johnny Dee, pour le label Colonial Records (en) basé en Caroline du Nord.
La carrière de Loudermilk est lancée après qu'Eddie Cochran ait eut son succès avec sa reprise de Sittin' in the Balcony.
En 1958, Loudermilk signe chez Columbia Records et enregistre cinq singles sans succès jusqu'en 1959, dont la version originale de Tobacco Road. En 1961, il signe avec RCA Victor, où il compte plusieurs tubes :
- Language of Love en 1961 (no 32 US et Top 20 britannique)
- Thou Shalt Not Steal en 1962 (no 73 US)
- Callin' Doctor Casey en 1962 (no 83 US)
- Road Hog en 1962 (no 65 US)

C'est en tant qu'auteur-compositeur que Loudermilk fait sa renommée. En 1963, il écrit un autre hit pour George Hamilton IV, Abilene (en). Travaillant depuis Nashville, la capitale de la musique country, Loudermilk devient l'un des auteurs-compositeurs les plus productifs des années 1960 et 1970, écrivant des succès de musique country et pop pour les Everly Brothers, Johnny Tillotson, Chet Atkins, les Nashville Teens, Paul Revere & les Raiders, Johnny Cash, Marianne Faithfull, Stonewall Jackson (en), Kris Jensen (en), Sue Thompson (en) et bien d'autres. Sa chanson The Pale Faced Indian (plus tard connue sous le nom de Indian Reservation) est un tube dans les années 1970 ; et Tobacco Road est un succès dans les années 1960 et 1970 pour, entre autres, les Nashville Teens, Blues Magoos, Eric Burdon & War et David Lee Roth. Plusieurs chanteurs enregistrent aussi Midnight Bus ; Loudermilk juge que la meilleure interprétation est celle de Betty McQuade (en) à Melbourne, en Australie.
Après avoir souffert d'un cancer de la prostate et d'affections respiratoires, Loudermilk meurt le 21 septembre 2016 à son domicile de Christiana (en), dans le Tennessee, âgé de 82 ans. La cause réelle du décès, selon son fils Michael, est une crise cardiaque,,.
Le fond John D. Loudermilk fait partie de la Southern Folklife Collection (en) de la bibliothèque Wilson de l'Université de Caroline du Nord à Chapel Hill.

## Indian Reservation
Une anecdote célèbre à propos de l'une des chansons de Loudermilk raconte que, lorsqu'il est invité dans l'émission de radio Viva! Nash Vegas au sujet des origines de la chanson Indian Reservation, il invente une histoire selon laquelle il aurait écrit la chanson après que sa voiture ait été bloquée par la neige pendant un blizzard et qu'il aurait été secouru par les Indiens Cherokees. En farceur autoproclamé, il raconte l'histoire d'un chef Cherokee appelé « Bloody Bear Tooth » qui lui aurait demandé d'écrire une chanson sur le sort de son peuple et sur la « piste des larmes », allant même jusqu'à prétendre qu'il aurait plus tard reçu « la première médaille de la Nation Cherokee », non pas pour avoir écrit la chanson, mais pour son « sang » ; inventant en outre que ses « arrière-arrière-grands-parents, Homer et Matilda Loudermilk », figuraient sur la liste Dawes. Si cette histoire était vraie, il serait citoyen de la Nation Cherokee, ce qui n'est pas le cas.
Malgré le titre de la chanson, ni le groupe oriental des Indiens Cherokees, ni le groupe Keetoowah uni des Indiens Cherokees, ni les communautés Nation Cherokee d'Oklahoma (les seules tribus Cherokee reconnues par le gouvernement fédéral) ne sont connues sous le nom de « reservations ».

## Compositions notables
- Abilene (en) — un succès pour George Hamilton IV (en).
- A Rose and a Baby Ruth (en) — un succès pour George Hamilton IV.
- Bad News (en) — reprise par Johnny Cash, Johnny Winter et George Thorogood.
- Big Daddy ('s Alabamy Bound) — reprise par Boots Randolph, Chet Atkins et Jerry Reed.
- Break My Mind — reprise par George Hamilton IV, Anne Murray, Sammy Davis Jr., Glen Campbell, Linda Ronstadt, Roy Orbison, Gram Parsons, Wreckless Eric, Jerry Lee Lewis, The Flying Burrito Brothers, The Box Tops et Crystal Gayle.
- (He's My) Dreamboat (en) — un succès pour Connie Francis.
- Ebony Eyes (en) — un tube pour The Everly Brothers.
- Google Eye — un succès pour The Nashville Teens.
- I Wanna Live (en)— un hit pour Glen Campbell.
- I'll Never Tell — enregistré par Roy Orbison.
- Indian Reservation (en) — un succès pour Don Fardon puis par Paul Revere and the Raiders ; également enregistré par Tim McGraw.
- Language of Love, adaptée en français par Claude François en  1963 sous le titre Language d'amour (paroles de Vline Buggy).
- Out of Gas — enregistrée par Floyd Robinson et adaptée en français par Frankie Jordan et Sylvie Vartan en 1961 sous le titre Panne d'essence.
- Road Hog —  une version portugaise intitulée O Calhambeque sortie en 1963 par Roberto Carlos est un très gros tube au Brésil ; adaptée en français par Joe Dassin sous le titre Bip bip en  1964.
- Sad Movies (Make Me Cry) — un succès pour Sue Thompson en 1961, repris par Boney M. ; il existe une version française, Quand le film est triste, par Sylvie Vartan, et une version portugaise, Filme Triste, sortie en 1962 par le groupe brésilien Trio Esperança.
- Sittin' in the Balcony (en) — un tube pour Eddie Cochran.
- Sun Glasses (en) — enregistrée en 1965 par Skeeter Davis, et en 1967 par Sandy Posey (en), devenue un tube au Royaume-Uni en 1984 pour Tracey Ullman.
- Then You Can Tell Me Goodbye (en)— un succès pour The Casinos (1967), Eddy Arnold (1968) et Glen Campbell (1976) ; également reprise par Johnny Nash.
- This Little Bird — un hit pour Marianne Faithfull et The Nashville Teens.
- Tobacco Road — un tube pour The Nashville Teens (1964), également enregistré par Lou Rawls (1963), Jefferson Airplane, Blues Magoos (1966), Rare Earth (1969), Johnny et Edgar Winter (1970), David Lee Roth (1985), Jean-Jacques Goldman et bien d'autres ; la chanson est adaptée en français par Dick Rivers (1964).
- Torture — un succès britannique pour Kris Jensen (en), également enregistrée par Petula Clark en français et en allemand sous le titre Cœur blessé et en italien sous le titre Pagherai.
- Turn Me On — reprise par Nina Simone et par Norah Jones.
- Windy and Warm — joué par les guitaristes Chet Atkins et Doc Watson.
- You Call It Joggin' (I Call It Runnin' Around) — enregistré par Mose Allison et Jimmy Buffett.

## Discographie

### Albums
- 1961 : Language of Love (RCA)
- 1962 : Twelve Sides of John D. Loudermilk (RCA)
- 1966 : A Bizarre Collection of the Most Unusual Songs (RCA)
- 1967 : Suburban Attitudes in Country Verse (RCA)
- 1968 : Country Love Songs (RCA)
- 1969 : 	The Open Mind of John D. Loudermilk (RCA)
- 1970 : The Best of John D. Loudermilk (RCA)
- 1971 : Volume 1  - Elloree (Warner)
- 1979 : Just Passing Through (MIM)

### Singles
| Année | Single                                     | Position dans les charts | Position dans les charts | Album                                          |
| Année | Single                                     | US Country               | US Hot 100               | Album                                          |
| ----- | ------------------------------------------ | ------------------------ | ------------------------ | ---------------------------------------------- |
| 1957  | Sittin' in the Balcony                     | —                        | 38                       | single                                         |
| 1960  | Tobacco Road / Midnight Bus                | —                        | —                        | single                                         |
| 1961  | Language of Love                           | —                        | 32                       | Language of Love                               |
| 1962  | Thou Shalt Not Steal (en)                  | —                        | 73                       | Language of Love                               |
| 1962  | Callin' Dr. Casey                          | —                        | 83                       | Language of Love                               |
| 1962  | Road Hog                                   | —                        | 65                       | Language of Love                               |
| 1963  | Bad News / Guitar Player (Her and Him)     | 23                       | —                        | single                                         |
| 1964  | Blue Train (Of the Heartbreak Line)        | 44                       | 132                      | single                                         |
| 1964  | Th' Wife                                   | 45                       | —                        | single                                         |
| 1965  | That Ain't All                             | 20                       | —                        | single                                         |
| 1966  | Silver Cloud Talkin' Blues                 | —                        | —                        | A Bizarre Collection of the Most Unusual Songs |
| 1966  | You're the Guilty One                      | —                        | —                        | single                                         |
| 1967  | It's My Time                               | 51                       | —                        | Suburban Attitudes in Country Verse            |
| 1968  | Odd Folks of Okracoke                      | —                        | —                        | single                                         |
| 1969  | Brown Girl                                 | —                        | —                        | The Open Mind of John D. Loudermilk            |
| 1971  | Lord Have Mercy                            | —                        | —                        | Volume 1-Elloree                               |
| 1979  | Every Day I Learn a Little More About Love | —                        | —                        | Just Passing Through                           |

### Participations
- 1967 : Some of Chet's Friends - Chet's Tune (single no 38 country)